# Saltos ornamentais no Campeonato Europeu de Esportes Aquáticos de 2021 - Trampolim 3 m sincronizado misto
A prova do trampolim 3 m sincronizado misto dos saltos ornamentais no Campeonato Europeu de Esportes Aquáticos de 2021 ocorreu no dia 12 de maio na Arena Danúbio, em Budapeste na Hungria.

## Calendário
| Fase  | Data       | Hora  |
| ----- | ---------- | ----- |
| Final | 12 de maio | 19:30 |

Todos os horários estão no horário local (UTC+1)

## Medalhistas
| Ouro                                       | Prata                                   | Bronze                                      |
| Itália · Chiara Pellacani · Matteo Santoro | Alemanha · Tina Punzel · Lou Massenberg | Rússia · Vitaliia Koroleva · Ilia Molchanov |

## Resultados
Esses foram os resultados da competição.
| Pos.              | Nacionalidade | Saltadores                           | Pontos | Pontos | Pontos | Pontos | Pontos | Pontos | Pontos |
| Pos.              | Nacionalidade | Saltadores                           | T1     | T2     | T3     | T4     | T5     | Total  |        |
| ----------------- | ------------- | ------------------------------------ | ------ | ------ | ------ | ------ | ------ | ------ | ------ |
| Medalha de ouro   | Itália        | Chiara Pellacani Matteo Santoro      | 49.80  | 46.20  | 64.80  | 67.89  | 72.00  | 300.69 |        |
| Medalha de prata  | Alemanha      | Tina Punzel Lou Massenberg           | 48.00  | 49.80  | 64.80  | 64.17  | 67.50  | 294.27 |        |
| Medalha de bronze | Rússia        | Vitaliia Koroleva Ilia Molchanov     | 49.20  | 46.80  | 69.30  | 62.10  | 62.10  | 289.50 |        |
| 4                 | Ucrânia       | Viktoriya Kesar Stanislav Oliferchyk | 47.40  | 43.80  | 68.40  | 65.70  | 63.24  | 288.54 |        |
| 5                 | Reino Unido   | Yasmin Harper Ross Haslam            | 49.80  | 46.80  | 63.90  | 58.50  | 60.45  | 279.45 |        |
| 6                 | Suécia        | Emilia Nilsson Garip David Ekdahl    | 42.60  | 37.20  | 60.30  | 62.10  | 62.31  | 264.51 |        |